# Gwich'in (langue)
Cet article concerne la langue gwichʼin. Pour le peuple gwichʼin, voir Gwich'in (peuple).
Le gwichʼin (Dinju Zhuh Kʼyuu ou Dinjii Zhuʼ Ginjìk), aussi appelé loucheux, est une langue athapascane septentrionale, parlée dans le nord-ouest de l'Amérique du Nord. C'est une des onze langues officielles des Territoires du Nord-Ouest,, au Canada ainsi qu'en Alaska, aux États-Unis. Elle est également parlée au Yukon, au Canada.

## Dialectes
Avant le contact avec les colonisateurs et les missionnaires européens, la langue était divisée en environ neuf dialectes chacun parlé par un groupe gwich’in. Au XXIe siècle, on distingue deux dialectes : celui parlé en Alaska et celui parlé au Canada.

## Phonologie

### Consonnes
Voici la liste des consonnes du gwich’in en orthographe standard, accompagnés des phonèmes qu'elles notent entre barres obliques en alphabet phonétique international (API) :
|              |              | Bilabiales | Dentales   | Alvéolaires | Alvéolaires | Postalv.  | Rétroflexe | Dorsales | Dorsales | Glottales |
| ------------ | ------------ | ---------- | ---------- | ----------- | ----------- | --------- | ---------- | -------- | -------- | --------- |
| Centrales    | Latérales    | Bilabiales | Dentales   | Palatales   | Vélaires    | Postalv.  | Rétroflexe |          |          | Glottales |
| Occlusives   | simples      | b /p/      |            | d /t/       |             |           |            |          | g /k/    | ʼ /ʔ/     |
| Occlusives   | aspirées     |            |            | t /tʰ/      |             |           |            |          | k /kʰ/   |           |
| Occlusives   | éjectives    |            |            | tʼ /tʼ/     |             |           |            |          | kʼ /kʼ/  |           |
| Affriquées   | simples      |            | ddh /t͡θ/   | dz /t͡s/     | dl /t͡ɬ/     | j /t͡ʃ/    | dr /ʈ/     |          |          |           |
| Affriquées   | Aspirées     |            | tth /t͡θʰ/  | tz /t͡sʰ/    | tł /t͡ɬʰ/    | ch /t͡ʃʰ/  | tr /ʈʰ/    |          |          |           |
| Affriquées   | Éjectives    |            | tthʼ /tθʼ/ | tsʼ /t͡sʼ/   | tłʼ /t͡ɬʼ/   | chʼ /t͡ʃʼ/ | trʼ /ʈʾ/   |          |          |           |
| Fricatives   | sourdes      |            | th /θ/     | s /s/       | ł /ɬ/       | sh /ʃ/    | shr /ʂ/    |          | kh /x/   | h /h/     |
| Fricatives   | sonores      | v /β/      | dh /ð/     | z /z/       | l /l/       | zh /ʒ/    | zhr /ʐ/    |          | gh /ɣ/   |           |
| Nasales      | Nasales      | m /m/      |            | n /n/       |             |           |            |          |          |           |
| Liquide      | Liquide      |            |            |             | r /r/       |           |            |          |          |           |
| Semi-voyelle | Semi-voyelle |            |            |             |             |           |            | y /j/    |          |           |

### Voyelles
|          | Antérieure | Antérieure | Postérieure | Postérieure |
|          | Courte     | Longue     | Courte      | Longue      |
| -------- | ---------- | ---------- | ----------- | ----------- |
| Fermée   | i /i/      | ii /iː/    | u /u/       | u /uː/      |
| Centrale | e /e/      | ee /eː/    | o /o/       | o /oː/      |
| Ouverte  | a /a/      | aa /aː/    |             |             |

Les voyelles ont quatre qualités en gwichʼin : brève, longue, nasale brève, nasale longue.
Les cinq voyelles simples sont /a/, /e/, /i/, /o/ et /u/. Les équivalents longs sont notés par une double voyelle ‹ aa ›.
Exemple :
- łuk choo – « saumon royal »

Les voyelles nasales sont notées avec un ogonek ‹ ą › et elles peuvent également être longues ‹ ąą ›.
Exemple :
- mahsį – « merci » (emprunt au français).
- gat’ąąchįį – « elle s'appuie contre »

Un fait remarquable est que les locuteurs les plus jeunes ont tendance à prononcer les voyelles nasales comme /voyelles + n/ (sous l'influence de l'anglais devenu prépondérant dans la vie courante).

### Tons
Le gwichʼin est une langue à tons qui possède deux tons : haut et bas. Exemples :
- shìh – « nourriture » (ton bas)
- shih – « grizzli » (ton haut)

Le ton bas est marqué par un accent grave : ‹ à ›, ou sur une voyelle longue ‹ àa ›. Le ton haut n'est jamais marqué.

## Répartition géographique
L'aire géographique du gwich’in va de l'Alaska jusqu'au Yukon et aux Territoires du Nord-Ouest (TNO), à cheval entre les États-Unis et le Canada. Aux TNO, le gwich’in est parlée dans les villes et villages d'Inuvik, Aklavik, Fort McPherson et Tsiigehtchic. Au Yukon, le gwich’in est parlée dans les villes d'Old Crow, Rampart House et Lapierre House.

## Statut et officialité

### Au Canada
Depuis la Loi sur les langues officielles des Territoires du Nord-Ouest de 1988, entrée en vigueur en 1990, le gwich’in est une langue officielle des Territoires du Nord-Ouest aux côtés de dix autres langues, dont le français.

### Aux États-Unis
Depuis 2014, le gwich’in est une des vingt langues autochtones co-officielles de l'État de l'Alaska aux côtés de l'anglais.